# Groupe de NGC 5557
Le groupe de NGC 5557 comprend au moins sept galaxies situées dans la constellation du Bouvier. La distance moyenne entre ce groupe et la Voie lactée est d'environ 49,0 Mpc (∼160 millions d'al). 

## Membres
Le tableau ci-dessous liste les sept galaxies qui sont indiquées dans l'article d'Abraham Mahtessian publié en 1998. 
A. M. Garcia mentionne aussi ce groupe, mais la galaxie NGC 5529 ne figure pas dans sa liste alors que les six autres y sont.
| Nom      | Classification | Type           | α (J2000.0)   | δ (J2000.0) | Vitesse radiale (km/s) | Magnitude apparente | Distance (Mpc) | Diamètre (kal) |
| -------- | -------------- | -------------- | ------------- | ----------- | ---------------------- | ------------------- | -------------- | -------------- |
| NGC 5529 | Sc?            | Spirale        | 14h 15m 34.1s | 36° 13′ 36″ | 2875 ± 0               | 11,9                | 45,1 ± 3,2     | 253            |
| NGC 5544 | (R)SB0/a(rs)   | Lenticulaire   | 14h 17m 02.5s | 36° 34′ 18″ | 3044 ± 2               | 13,0                | 47,5 ± 3,3     | 52             |
| NGC 5545 | SA(s)bc?       | Spirale        | 14h 17m 05.1s | 36° 34′ 30″ | 3071 ± 7               | 15,0                | 47,9 ± 3,4     | 52             |
| NGC 5557 | E1             | Elliptique     | 14h 18m 25.7s | 36° 29′ 37″ | 3219 ± 5               | 11,0                | 50,1 ± 3,5     | 83             |
| NGC 5589 | Sba            | Spirale barrée | 14h 21m 25.1s | 35° 16′ 14″ | 3407 ± 4               | 13,3                | 52,9 ± 3,7     | 73             |
| NGC 5590 | S0             | Lenticulaire   | 14h 21m 38.4s | 35° 12′ 18″ | 3208 ± 19              | 12,3                | 49,9 ± 3,5     | 97             |
| NGC 5596 | S0             | Lenticulaire   | 14h 22m 28.7s | 37° 07′ 20″ | 3179 ± 2               | 13,5                | 49,4 ± 3,5     | 71             |

Le site DeepskyLog permet de trouver aisément les constellations des galaxies mentionnées dans ce tableau ou si elles ne s'y trouvent pas, l'outil du site constellation permet de le faire à l'aide des coordonnées de la galaxie. Sauf indication contraire, les données proviennent du site NASA/IPAC.